# Laxabborre
Laxabborre (Percopsis omiscomaycus) är en fiskart som först beskrevs av Johann Julius Walbaum 1792.  Laxabborre ingår i släktet Percopsis och familjen Percopsidae. Inga underarter finns listade i Catalogue of Life.
Artepitet i det vetenskapliga namnet är antagligen djurets namn i ett algonkinspråk. Även i detta namn ingår "lax" eller "öring".
Arten blir upp till 20 cm lång. Sexuell aktiva individer kan ha en annan kroppsfärg än andra exemplar och variationen sträcker sig från gulaktig till silver eller genomskinlig. På ryggens topp bildar mörka fläckar en rad och två liknande rader förekommer på kroppssidorna. Laxabborren har genomskinliga fenor.
Percopsis omiscomaycus förekommer naturlig i flera floder och insjöar i Nordamerika och den introducerades i några andra floder samt insjöar i USA. Som bottensediment fördras sand.
Denna fisk äter mindre fiskar, kräftdjur, insekter och plankton. Äggläggningen och befruktningen sker mellan april och augusti under nätter. Ofta följer två hannar efter en hona. Några exemplar dör kort efteråt. Andra individer levde fyra år. Laxabborren jagas av större fiskar, av vattenlevande ormar samt av fåglar.
Fiskare använder arten ibland som bete.